# Donacia
Donacia es un género de escarabajos de la familia Chrysomelidae. El género fue descrito científicamente primero por Fabricius en 1775. Esta es una lista de especies perteneciente a este género:
- Donacia aequidorsis Jacobson, 1894
- Donacia akiyamai Komiya, 2001
- Donacia andalusiaca Kraatz, 1869
- Donacia antiqua Kunze, 1818
- Donacia aquatica Linnaeus, 1758
- Donacia aureocincta Sahlberg, 1921
- Donacia bicolora Zschach, 1788
- Donacia brevicornis Ahrens, 1810
- Donacia brevitarsis Thomson, 1884
- Donacia cinerea Herbst, 1784
- Donacia clavipes Fabricius, 1793
- Donacia crassipes Fabricius, 1775
- Donacia dentata Hoppe, 1795
- Donacia fastuosa Khnzorian, 1962
- Donacia fennica Paykull, 1800
- Donacia galaica Báguena, 1959
- Donacia hirtihumeralis Komiya & Kubota, 1987
- Donacia hiurai Kimoto, 1983
- Donacia impressa Paykull, 1799
- Donacia jacobsoni Semenov & Reichardt, 1927
- Donacia katsurai Kimoto, 1981
- Donacia koenigi Jacobson, 1927
- Donacia malinovskyi Ahrens, 1810
- Donacia marginata Hoppe, 1795
- Donacia mistshenkoi Jacobson, 1910
- Donacia miyatakei Hayashi, 2004
- Donacia obscura Gyllenhal, 1813
- Donacia ochroleuca Weise, 1912
- Donacia polita Kunze, 1818
- Donacia reticulata Gyllenhal, 1817
- Donacia semicuprea Panzer, 1796
- Donacia simplex Fabricius, 1775
- Donacia sparganii Ahrens, 1810
- Donacia springeri Müller, 1916
- Donacia thaiensis Medvedev, 2003
- Donacia thalassina Germar, 1811
- Donacia tomentosa Ahrens, 1819
- Donacia tominagai Hayashi, 2000
- Donacia uedana Hayashi, 2000
- Donacia versicolorea Brahms, 1790
- Donacia vietnamensis Kimoto & Gressitt, 1979
- Donacia vulgaris Zschach, 1788
- Donacia wightoni Askevold, 1990
- Donacia yoshitomii Hayashii, 2003